# Matoea
Matoea (Russisch: Матуа, Japans: 松輪島; Matsuwa-tō) is een onbewoond vulkanisch eiland van de Russische eilandenarchipel Koerilen. Geografisch behoort het tot de Centrale Groep van de Grote Koerilen, bestuurlijk tot het district Severo-Koerilski van de oblast Sachalin. De naam komt uit het Aino en betekent "mond van de hel".

## Geografie
De oppervlakte van het grofweg ovale eiland bedraagt 52 km². De lengte van noordwesten tot zuidoosten bedraagt ongeveer 11 kilometer en de breedte 6,4 kilometer. Het noordwestelijk deel van het eiland wordt gevormd door de stratovulkaan Sarytsjev met zijn twee toppen. Deze vulkaan is de meest actieve van de Koerilen. De centrale kegel heeft een 250 meter brede steilwandige krater met een ruige kruin, die oprijst tot een hoogte van 1496 meter. De lavastromen die afdalen aan alle zijden van de piek vormen kapen langs de kust. Regelmatige uitbarstingen zijn geregistreerd vanaf 1760, waarvan de grootste die van 1946 was, waarbij pyroclastische stromen de zee bereikten. De meest recente uitbarsting van 2009 zorgde voor problemen voor het luchtverkeer tussen Azië en Noord-Amerika. De veel lagere piek ten zuiden daarvan (Japans: Tengaizan) heeft een hoogte van 127 meter. Over het eilandje stroomt het zoetwaterbeekje Chesoepo. In de Dvojnajbocht (boechta Dvojnaj) aan oostzijde liggen resten van een Japanse haven.
Het eiland is bedekt met struiken en dwergbomen. In de laagten groeien dwergelzen. Er leven vossen en kleine knaagdieren en er zijn kolonies zeeleeuwen. In de omgeving van het eiland leven zeehonden. Op het eiland nestelen aalscholvers, meeuwen (Larus) en zeekoeten (Uria).
Op het eiland liggen de onbewoonde gehuchten Sarytsjevo en Goebanovka. Ten oosten van het eiland ligt op een afstand van ongeveer 1,3 kilometer aan oostzijde van de Dvojnajbocht het eilandje Toporkovy (Топорковый; ongeveer 1 km², maximum hoogte 70 meter). Aan noordoostzijde wordt het eiland gescheiden van het eilandje Rajkoke door de ter plaatse 18 kilometer brede Straat Golovnin en aan zuidwestzijde door de 30 kilometer brede Straat Nadezjda van het eiland Rassjoea.

### Klimaat
De gemiddelde jaarlijkse luchttemperatuur bedraagt 2,6°C, de relatieve luchtvochtigheid 84,2% en de gemiddelde windsnelheid 5,7 m/sec.
| Maand                       | jan  | feb  | mrt  | apr | mei | jun | jul | aug  | sep | okt | nov | dec  | Jaar |
| --------------------------- | ---- | ---- | ---- | --- | --- | --- | --- | ---- | --- | --- | --- | ---- | ---- |
| Gemiddelde temperatuur (°C) | −4,5 | −4,3 | −2,8 | 0,1 | 2,7 | 5,4 | 8,6 | 10,9 | 9,4 | 6,1 | 1,2 | −2,2 | 2,6  |
| Bron: NASA RETScreen        |      |      |      |     |     |     |     |      |     |     |     |      |      |

## Geschiedenis
De Aino gebruikten het eiland voor de jacht en visserij. Mogelijk bewoonden ze het eiland ook; volgens sommige bronnen was er ten tijde van het eerste Europese contact geen permanente bewoning, maar volgens andere woonden er 200 Aino, die door de Japanners eind 19e eeuw werden verplaatst naar zuidelijker gelegen eilanden van de Koerilen. Het eiland staat vermeld op een Japanse officiële kaart uit 1644 van de gebieden van het Matsumae-domein (feodaal domein uit de Edoperiode) en deze eigendommen werden in 1715 officieel bevestigd door het Tokugawa-shogunaat. Vervolgens werden de gebieden geclaimd door het Keizerrijk Rusland, dat de gebieden ten slotte wist te verkrijgen bij het Verdrag van Shimoda, om het vervolgens in 1875 met de rest van de Koerilen weer uit handen te geven aan het Japans Keizerrijk bij het Verdrag van Sint-Petersburg. Japan bracht het onder bij het eilanddistrict Shimushiru (van het eiland Sjimoesjir) van de subprefectuur Nemuro van de prefectuur Hokkaido.
In de jaren voor de Tweede Wereldoorlog in Azië legde het Japans Keizerlijk Leger een vliegveld aan op het eiland, dat werd omgetoverd in een fort. Er werden 7000 tot 8000 man van het 41e Onafhankelijke Gemengde Regiment van het 6e Onafhankelijke Tankleger en ondersteunende eenheden gelegerd. In 1944 werden de Japanse stellingen op het eiland gebombardeerd door de Amerikaanse luchtmacht en beschoten door schepen van de Amerikaanse marine. Ook werden verschillende Japanse vrachtschepen tot zinken gebracht terwijl ze voor anker lagen bij het eiland of er in de buurt voeren. Op 1 juni 1944 wist een Japanse kustbatterij op Kaap Tagan op zijn beurt de mede daarvoor verantwoordelijke Amerikaanse onderzeeboot USS Herring (SS-233) te kelderen. De Amerikaanse president Truman overlegde met Stalin over een voorstel om op dit eiland een Amerikaanse marinebasis te vestigen, maar nadat de Sovjets in ruil hiervoor een legerbasis op een eiland van de Aleoeten wilden, verdween het voorstel van tafel. Tijdens de door de Sovjet-Unie uitgevoerde Invasie van de Koerilen blies het Japanse garnizoen een deel van de in de rotsen uitgehakte tunnels op alvorens ze zich zonder verzet overgaven aan de Sovjets. Op het eiland liggen nog altijd de goed bewaard gebleven resten van het vliegveld met zijn drie landingsbanen, die een lengte hadden tot 1000 meter en werden verwarmd door water uit heetwaterbronnen.
Na de Tweede Wereldoorlog werd het eiland bezet door militairen en Grenstroepen van de Sovjet-Unie (Pogranitsjnye Vojska SSSR) die de Japanse militaire stellingen in gebruik namen. Tijdens een aardbeving in 1952 stierven 16 soldaten toen ze getroffen werden door een lawine. Ter nagedachtenis werd een obelisk voor hen opgericht. Later verdwenen de troepen en bleven alleen grenstroepen achter. Na het uiteenvallen van de Sovjet-Unie werd de aanwezigheid van militairen op het eiland van steeds minder belang geacht en na een brand trokken de militairen zich in 2000 terug van het eiland, dat sindsdien onbewoond is.

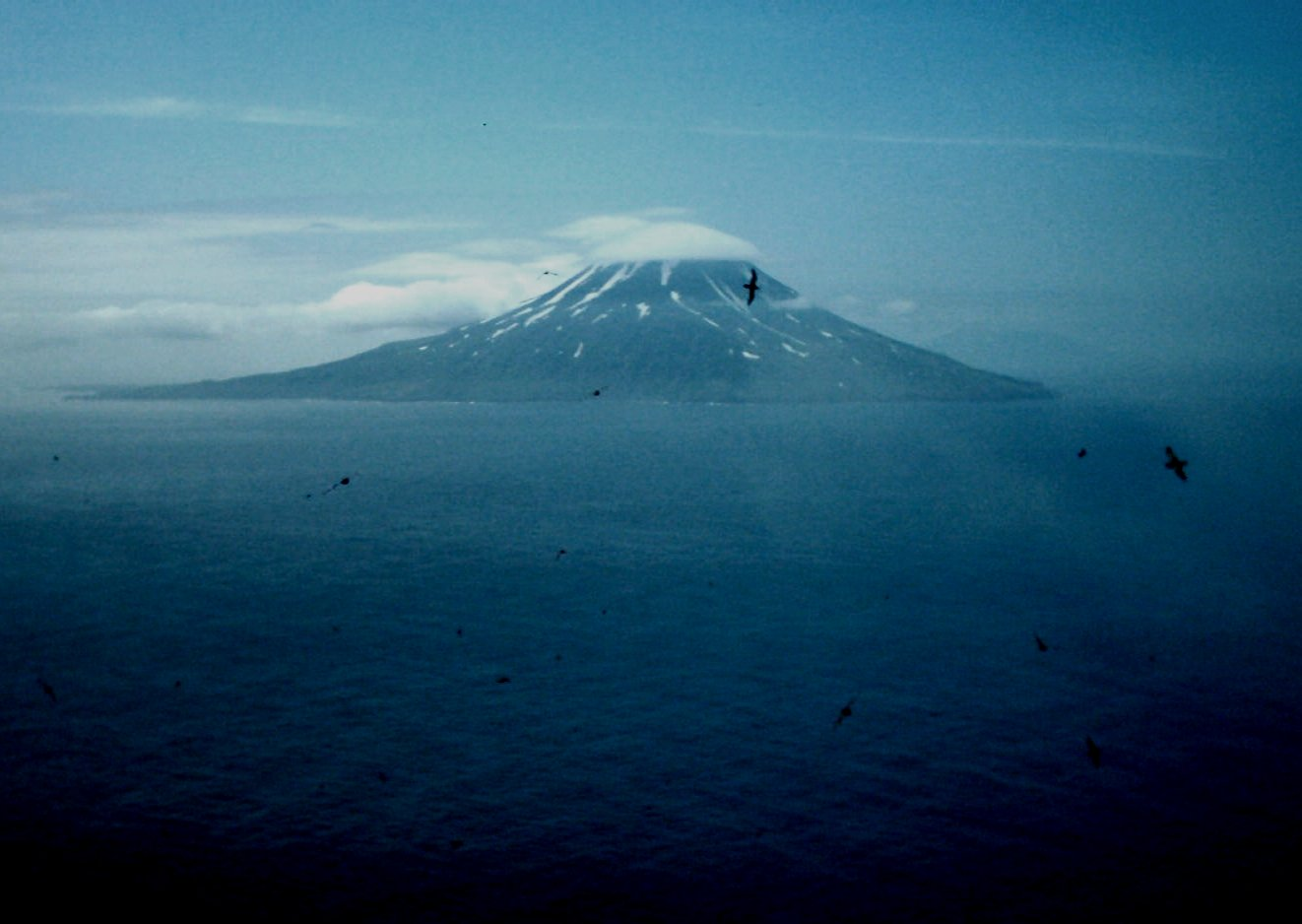
Matoea gezien vanaf Rajkoke
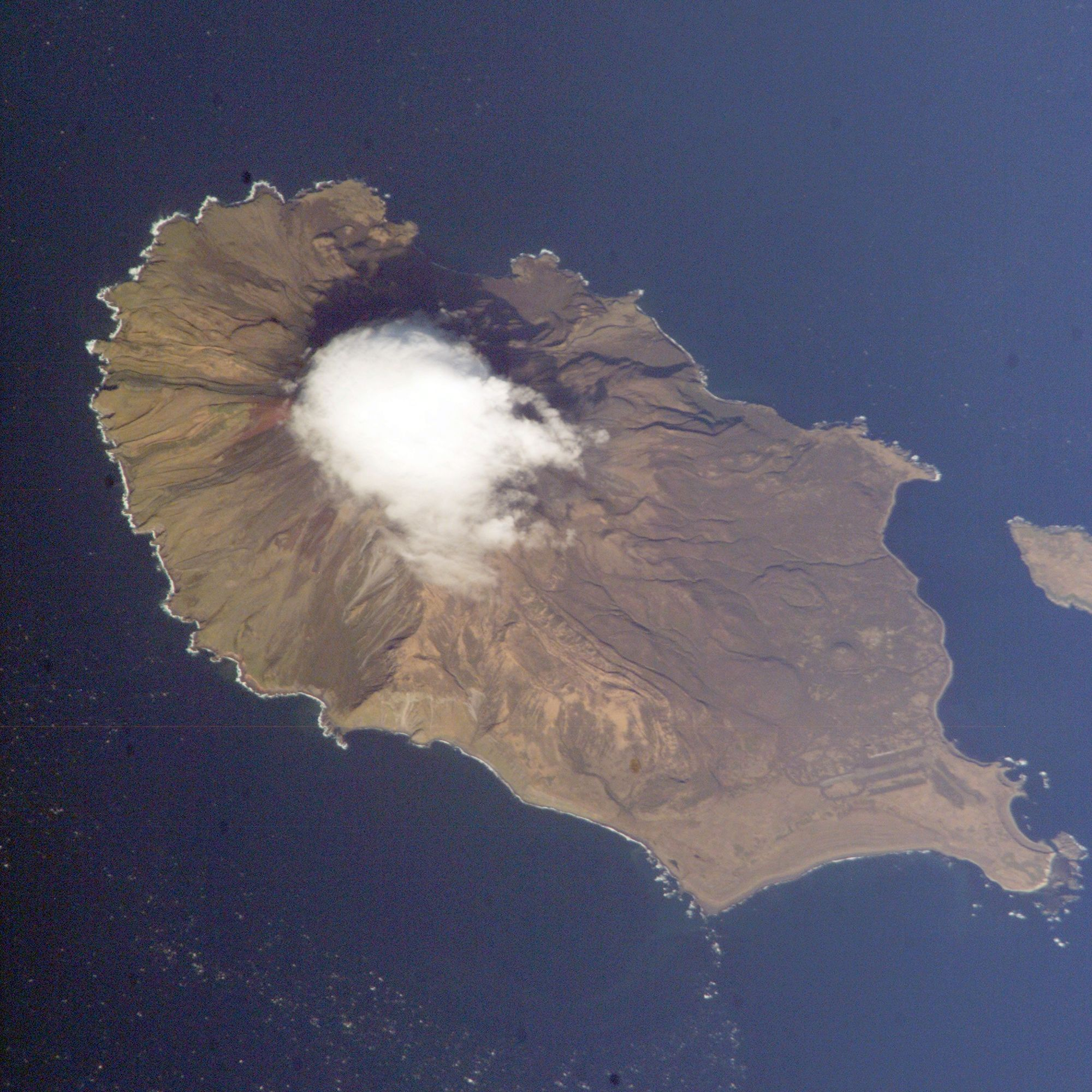
Gezicht op Matoea vanuit de ruimte
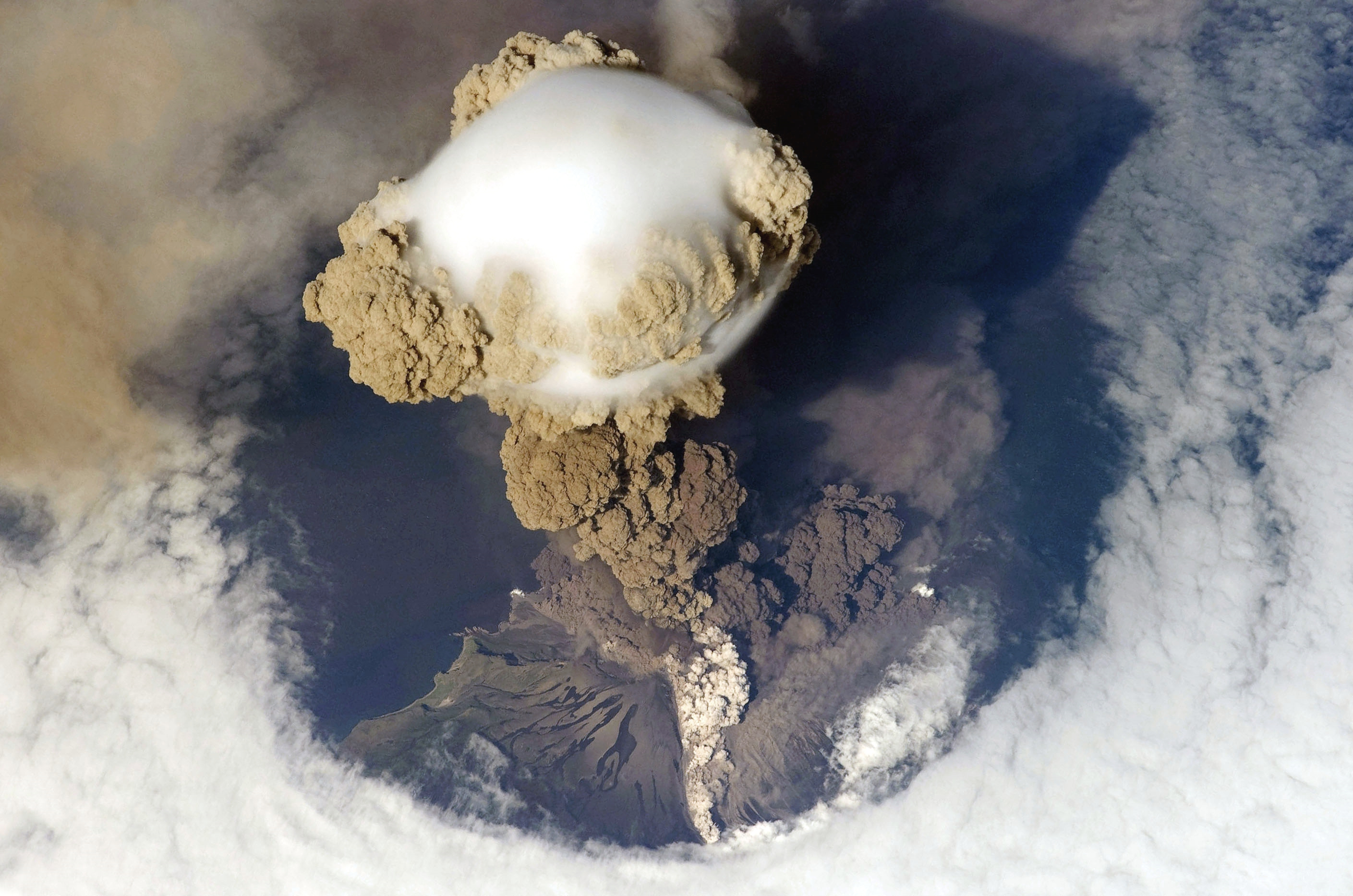
Uitbarstingskolom van de Sarytsjev in 2009